# Marques Bolden
Pour les articles homonymes, voir Bolden.
Marques Terrell Bolden, né le 17 avril 1998 à Dallas dans le Texas, est un joueur américano-indonésien de basket-ball. Il évolue au poste de pivot.

## Biographie
Après avoir passé l'intégralité de la saison à l'étage inférieur avec le Charge de Canton, il signe le 30 janvier 2020 un contrat de 10 jours avec les Cavaliers de Cleveland.
Le 19 décembre 2020, il signe un contrat two-way en faveur des Cavaliers de Cleveland. Le 24 février 2021, il est licencié.
En octobre 2023, il signe un contrat two-way avec les Bucks de Milwaukee. Il est coupé en janvier 2024 puis s'engage aux Hornets de Charlotte, d'abord via un contrat de 10 jours puis via un contrat two-way.